# Jena Mai Hansen
Jena Mai Hansen (født 10. december 1988) er en dansk sejler. Sammen med Katja Salskov-Iversen vandt hun bronzemedalje i 49er FX ved OL 2016 i Rio.